# 東粉濱停留場
東粉濱停留場（日语：／ Higashi-Kohama teiryūjō */?）是一個位於日本大阪府大阪市住吉區東粉濱三丁目，屬於阪堺電氣軌道阪堺線的停留場。車站編號為HN61。

### 車站構造
夾著平交道2面2線的地面車站。

## 相鄰停留場
阪堺電氣軌道
■阪堺線
塚西（HN60）－東粉濱（HN61）－住吉（HN10）